# Mokgalwane
Mokgalwane är ett periodiskt vattendrag i Botswana.   Det ligger i distriktet Kweneng, i den sydöstra delen av landet, 70 km norr om huvudstaden Gaborone.
Omgivningarna runt Mokgalwane är huvudsakligen savann. Runt Mokgalwane är det glesbefolkat, med 18 invånare per kvadratkilometer.